# ميكا فوكونا
ميكا فوكونا (بالإنجليزية: Mika Vukona) مواليد 13 مايو 1982 في سوفا، هو لاعب كرة سلة نيوزلندي. بدأ مسيرته الاحترافية في سنة 2000. يلعب مع فريق نيو زيلاند بريكرز في الدوري الأسترالي لكرة السلة. يحمل الرقم 14. حقق المركز الثاني في دورة ألعاب الكومنولث 2006.

## سجل المنافسة
شارك في المنافسات التالية:
- كأس العالم لكرة السلة 2014
- بطولة أمم أوقيانوسيا لكرة السلة 2009
- بطولة أمم أوقيانوسيا لكرة السلة 2011
- بطولة أمم أوقيانوسيا لكرة السلة 2013

## الميداليات
| الميدالية | المسابقة                  |
| --------- | ------------------------- |
| فضية      | دورة ألعاب الكومنولث 2006 |

## روابط خارجية
- ميكا فوكونا على موقع الاتحاد الدولي لكرة السلة (الإنجليزية)
- ميكا فوكونا على موقع كرة السلة الأوروبية.كوم (الإنجليزية)
- ميكا فوكونا على موقع ريلجم (الإنجليزية)
- ميكا فوكونا على موقع بروبوليرز (الإنجليزية)
- ميكا فوكونا على موقع سبورتس رفرنس (الإنجليزية)
- ميكا فوكونا على موقع اتحاد ألعاب الكومنولث (مؤرشف) (الإنجليزية)